# Kanō-school

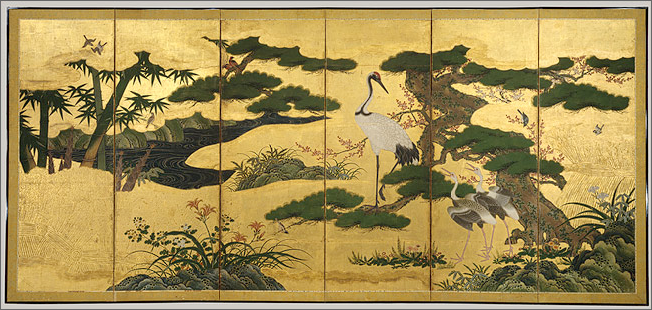
Vogels en bloemen van de vier seizoenen. Kunstwerk van de Kanō-school uit de Momoyama-periode (1573-1603). Dateert uit de late 17e eeuw.

De Kanō-school (狩野派, Kanō-ha) is een bekende en invloedrijke school in de geschiedenis van de Japanse schilderkunst. Ze was vrij dominant in de Japanse schilderkunst van de 16e tot de 17e eeuw. De werken van de Kanō-school zijn toonbeelden van de kunst tijdens de Azuchi-Momoyama-periode. Hun atelier was gevestigd in Kioto, maar verhuisde in 1600 naar Edo (Tokio).
De Kanō-school is in feite een grote kunstenaarsfamilie, met een traditie die doorgaat van vader op zoon.

## Ontstaan
De Kanō-school werd in de 15e eeuw opgericht door Kanō Masanobu en zijn zoon Kanō Motonobu. Kanō Masanobu en zijn vader schilderden al in dienst van de shogun Ashikaga Yoshimitsu (1436-1490), wat de reputatie van de Kanō-school geen kwaad deed.
De stijl van de Kanō-school was lange tijd dominant in de schilderkunst, vanaf Masanobu tot aan de Meiji-restauratie (1868). Maar Masanobu maakte er geen vastgelegde stijl van. Dat gebeurde pas toen zijn zoon, Kanō Motonobu, de leiding van de Kanō-school overnam.
In tegenstelling tot andere scholen, die één stijl volgden, was de Kanō-school gespecialiseerd in twee stijlen:
- Grootschalige schilderijen van landschappen (met vogels, planten, water en andere dieren) op schuifdeuren (fusuma, 襖), kamerschermen en muren.
- Monochrome schilderijen met gewassen inkt op zijde.

De Kanō-school maakte gewoonlijk realistische afbeeldingen met dieren of een ander onderwerp in de voorgrond. De achtergrond was helemaal leeg of gevuld met abstracte wolken en andere achtergrondelementen. Het gebruiken van mist, wolken, lucht en zee om de afstand weer te geven, is een kenmerk van de traditionele Chinese schilderkunst.

## De Kanō-school tijdens de Azuchi-Momoyama-periode 1576-1603

Chinese leeuwen, door Kanō Eitoku

In 1576 greep Oda Nobunaga (1534-1582) de macht en bouwde zijn kasteel in Azuchi. De bouw van het kasteel was voltooid in 1579 en dat jaar werd tevens het begin van de Azuchi-Momoyama-periode. Het interieur van Oda Nobunaga's kasteel was gedecoreerd door leden van de Kanō-school, onder leiding van Kanō Eitoku. Het kasteel brandde echter drie jaar later al af, waarbij de meeste werken van Kanō Eitoku verloren gingen. Overgebleven werken bestaan nog onder andere in de tempel van Daitokuji in Kioto.
Oda Nobunaga's opvolger, Toyotomi Hideyoshi (1537-1598), bouwde een kasteel (het Momoyama-kasteel, ook bekend als het Fushimi-kasteel) in Kioto. Ook zijn kasteel werd gedecoreerd door leden van de Kanō-school.
In de Azuchi-Momoyama-periode maakte de Kanō-school gebruik van de zogenaamde monumentale stijl, genaamd taiga, uitgevonden door Kanō Eitoku. Volgens het boek van Kanō Einō (Honsho gashi) ontwikkelde Eitoku deze taiga-stijl omdat hij geen tijd had om nauwkeurig te schilderen. Daarom schilderde hij met een ruwe borstel van stro. Deze taiga-stijl wordt gekenmerkt door scherpe omlijningen, de nadruk op figuren in de voorgrond en het gebruik van beroemde thema's. Vanwege de vaak kleine ramen en de donkere vertrekken in kastelen als die van Himeji werden de kunstwerken gemaakt op een achtergrond van bladgoud. Dit gaf de illusie dat het vertrek lichter was.

## De Kanō-school tijdens de Edo-periode 1603-1867
In 1600 verhuisde de hoofdtak van de Kanō-school naar Edo, het Tokugawa-shogunaat volgend. Het succesvolste lid van de Kanō-school tijdens de Edo-periode was Kanō Tan'yū. Hij was benoemd tot de shoguns hofschilder toen hij 15 was en hem werd opgedragen de belangrijkste kastelen te decoreren. Hij maakte daarnaast ook kunstwerken in een stijl die ingetogener was dan die in de voorafgaande Momoyama-periode. In die nieuwe stijl verwerkte hij ook de opnieuw opgebloeide belangstelling voor monochrome inktschilderingen. Deze inktschilderingen baseerde hij op de stijl van de Muromachi-periode. Hij maakte ook vele yamato-e-werken in de stijl van de Tosa-school. Zijn bekendste yamato-e-werk is een schilderij dat het leven van Tokugawa Ieyasu, de eerste Tokugawa-shogun, vertelt.
Onder de bescherming van het Tokugawa-shogunaat was het succes van de Kanō-school tijdens de Edo-periode verzekerd. Hun bekendheid nam echter af toen de rijkdom van hun beschermheren verminderde. Tijdens het einde van de 19e eeuw functioneerde de Kanō-school slechts als een traditionele groep schilders, die overschaduwd werden door andere kunstenaars.

## Kunstenaars uit de Kanō-school

### Kanō Masanobu (1434-1530)
Kanō Masanobu, de stichter van de Kanō-school, was een telg uit een samoerai-familie van lagere komaf. Hij stond sterk onder invloed van zijn leermeester, de schilder en zenpriester Shūbun. Net als zijn leraar schilderde hij in suiboku-ga, een Chinese stijl waarbij er met inkt geschilderd wordt. Deze stijl, waarin zeer weinig met kleur wordt gewerkt, heeft Chinese onderwerpen, vooral zenlandschappen, als thema. Kanō Masanobu voegde er echter ook Japanse elementen aan toe. Weinig van zijn werken bestaan nog.
Sommige leerlingen schreven dat, hoewel Kanō Masanobu de elementen van Shūbuns stijl en Chinese kunst onder de knie had, hij zelf niet zo origineel en creatief was als zijn leraar.
Niettemin werd hij de hofschilder van het Ashikaga-shogunaat en dankzij deze positie won de Kanō-school aan faam en invloed.
Hij trouwde met de dochter van Tosa Mitsunobu, die tevens de stichter van de Tosa-school was. Hierdoor zou zijn zoon Kanō Motonobu beide stijlen erven.

### Kanō Motonobu (1476-1559)
Hoewel de Kanō-school gesticht werd door Kanō Masanobu, wordt de groei ervan gezien als de verdienste van zijn zoon, Kanō Motonobu. Net zoals zijn vader schilderde hij in de stijl van de suiboku-ga. Hij was echter ook de schoonzoon van Tosa Mitsunobu, de stichter van de Tosa-school. De Tosa-school maakte gebruik van de yamato-e, een inheemse Japanse stijl. 
Door deze twee stijlen te combineren ontwikkelde hij een nieuwe stijl die niet alleen erg geschikt was voor decoratie op grote schaal, maar ook heel dominant zou worden in de Japanse schilderkunst van de komende 300 jaar.

### Kanō Eitoku (1543-1590)
Kanō Eitoku was de kleinzoon van Kanō Motonobu en zijn talent werd al op zeer jonge leeftijd erkend. Hij was de uitvinder van de monumentale stijl genaamd taiga. Hij werkte voor onder anderen Oda Nobunaga en Toyotomi Hideyoshi.

### Kanō Sanraku (1559-1635)
Kanō Sanraku was de zoon van Kimura Nagamitsu maar werd later de geadopteerde zoon van Kanō Eitoku. Net als Kanō Eitoku maakte hij grootschalige werken in krachtige lijnen en felle kleuren tegen een achtergrond van bladgoud. Hij schilderde vele kamerschermen en schuifdeuren, die gebruikt werden voor de decoratie van tempels, kastelen en paleizen. Hij werkte tijdens zijn leven voor onder anderen Toyotomi Hideyoshi en Tokugawa Hidetada. Later werd hij de leraar van Kanō Sansetsu, die met zijn dochter trouwde. Na het overlijden van Kanō Sanraku's oudste zoon adopteerde hij Kanō Sansetsu als zijn eigen zoon. Sansetsu werd na Sanraku het hoofd van de Kanō-school.

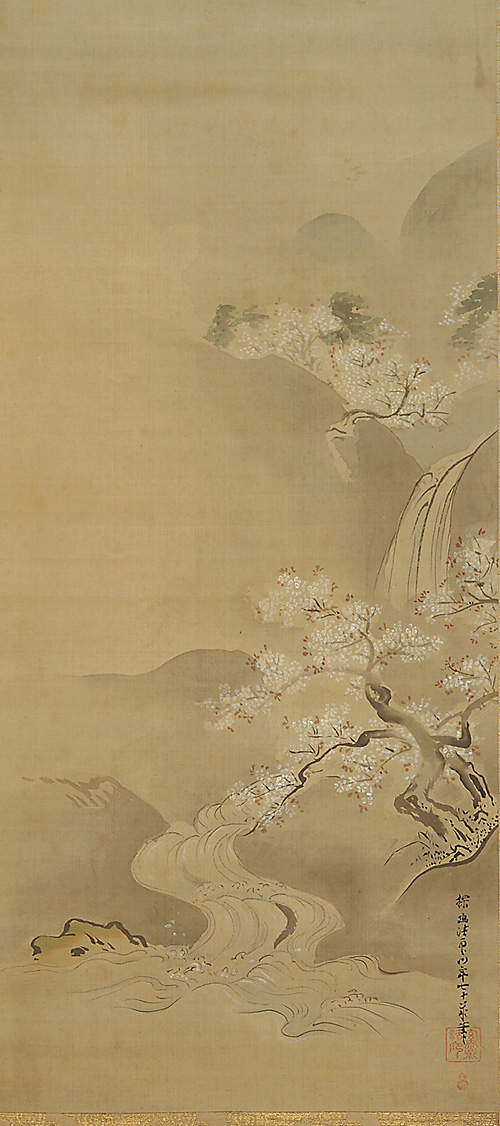
Een werk van Tan'yū uit 1672

### Kanō Einō (1631-1697)
Kanō Einō was de kleinzoon van Kanō Eitoku en de schrijver van Honcho gashi ('Geschiedenis van Japanse schilderkunst').

### Kanō Tan'yū (1602-1674)
Zijn eigenlijke naam was Kanō Morinobu. Hij was de oudste zoon van Kanō Tokugawa en de kleinzoon van Kanō Eitoku. Op zeer jonge leeftijd werd hij al hofschilder van de shogun en maakte hij grootschalige werken voor het kasteel van Edo, Nijo, Osaka, Nagoya en Nikko Toshogu. Tan'yū maakte echter ook suiboku-ga- en yamato-e-werken in de traditie van de Tosa-school. Hij stond ook bekend als een groot kenner en verzamelaar van Chinese werken. Zijn zoon, Kanō Tanshin, nam na zijn overlijden de leiding van de Kanō-school over.

### Kanō Hōgai (1828-1888)
Kanō Hōgai's schilderij Avalokitesvara als een genadige moeder (悲母観音) wordt gezien als het eerste meesterwerk van de moderne Japanse kunst. Samen met Okakura Tenshin wijdde hij zich aan een nieuwe Japanse schilderstijl. Okakura Tenshin moedigde hem ook aan tot het overnemen van westerse technieken zoals schaduw en perspectief. Hij werd kandidaat gesteld als professor aan de Tokyo School of Fine Arts, maar overleed voor de school geopend werd.

### Invloed op andere kunstenaars
- Watanabe Shiko (1683-1755) was een samoerai zonder heer (ronin) die in dienst trad van een aristocratische familie genaamd Konoe. Hij had een opleiding gevolgd in de Kanō-school. De invloed van de Kanō-school is zichtbaar in zijn vroege werken en landschappen.
- Hashimoto Gahō (1835-1908) volgde een opleiding aan de Kanō-school en zijn werken zijn sterk beïnvloed door Kanō Hōgai. Hij maakte veel werken in de traditionele stijl van de Kanō-school, met kleur en goud of monochroom met inkt. Net als Kanō Hōgai maakte hij ook gebruik van westerse elementen.